# Daniel McNaughton
Daniel McNaughton, né en 1802 ou 1803 à Glasgow et mort le 3 mai 1865, à l'hôpital psychiatrique de Crowthorne, dans le Berkshire, est un tourneur sur bois britannique connu pour le meurtre d'une personnalité politique et pour les lois concernant la responsabilité juridique des patients irresponsables sur le plan psychiatrique qui ont été votées à la suite de cette affaire.

## Histoire
Le 20 janvier 1843, Daniel McNaughton, pendant un délire paranoïaque, assassine Edward Drummond (en), secrétaire particulier du Premier Ministre britannique Sir Robert Peel. Le verdict d'acquittement qui le trouve « non coupable, car non-compos mentis » provoque la création d'une série de critères juridiques, connus sous le nom de Règles de McNaughton, issus d'un précédent du common law britannique. Ces règles précisent les rapports entre la responsabilité pénale et la folie. Elles ont constitué, pendant plus de 100 ans, les critères habituels pour décider si l'irresponsabilité peut être plaidée pour cause de folie, dans de nombreux pays de common law, notamment les États-Unis et l'Australie.

## Biographie de Daniel McNaughton
Il y a des divergences sur l'orthographe de son nom de famille, on trouve : M'Nagten, M'Naghtan, McNaughton, McNaughten, McNauten, etc. ,,. 
Le peu qui est connu de la vie de Daniel McNaughton est issu de la transcription de son procès et des articles publiés dans les journaux entre son arrestation et son procès, mais les informations dans les journaux contiennent des erreurs manifestes et sont sujettes à caution.
Daniel est né à Glasgow, soit en 1802/1803, soit en 1813. Il est le fils illégitime d'un tourneur sur bois et propriétaire foncier, aussi nommé Daniel McNaughton. Après le décès de sa mère Ada, Daniel vit avec la famille de son père. Il devient apprenti, puis un journeyman travaillant dans l'atelier de son père situé à Stockwell Street, Glasgow. Son père décide de ne pas partager son entreprise avec Daniel, car il a encore des jeunes enfants à élever et Daniel quitte Glasgow. Apparemment, pendant trois ans il fait carrière comme acteur, puis, en 1835, il revient à Glasgow et fonde son propre atelier de tournage sur bois.
Pendant les cinq années suivantes il mène son entreprise avec succès, d'abord dans Turners Court, puis dans Stockwell Street. Il était sobre, industrieux, vivait frugalement et épargnait une somme d'argent non négligeable. Pendant son temps libre il assistait à des conférences à l'Institut de Mécaniques de Glasgow, le Royal Scottish Academy of Music and Drama. Il a appris le français pour lire François de La Rochefoucauld. Ses opinions politiques étaient plutôt radicales et il employait un Chartist, Abram Duncan, dans son atelier.
En décembre 1840, McNaughton vend son entreprise et il passe les deux années suivantes entre Londres et Glasgow, avec un voyage en France. Pendant l'été 1842 il assiste à des conférences publiques sur l'anatomie à Glasgow, mais on ne sait pas comment il occupait son temps par ailleurs.
Pendant un séjour à Glasgow en 1841 il confie à diverses personnes : son père, les autorités policières, un Membre de Parliament, qu'il est persécuté par les Tories et poursuivi par leurs espions. Personne ne l'a pris au sérieux, on le croyait sujet à des illusions passagères.

## L'assassinat d'Edward Drummond
|  |

Pendant le mois de janvier 1843, Daniel McNaughton se fait remarquer des autorités pour un comportement inhabituel autour des entrées des ministères de Whitehall à Londres. Rien de répréhensible ; il attend des heures devant une porte ; il interpelle des passants avec des propos incompréhensibles, etc.. Mais, le 20 janvier, alors que le secrétaire privé du Premier Ministre Sir Robert Peel marche à pied de Charing Cross vers Downing Street, McNaughton s'approche de lui par derrière et lui tire une balle dans le dos. McNaughton est immédiatement maîtrisé par un policier avant d'avoir le temps de tirer son deuxième pistolet.
L'homme blessé, Edward Drummond, regagne à pied les bureaux de son frère à la banque Drummond. D'abord l'on pense que la blessure n'est pas grave. La balle est retirée ; aucun organe vital n'a été touché. Les premiers articles des journaux étaient très optimistes. Malheureusement, il y a eu des complications et malgré, ou peut-être à cause, d'un traitement médical, Edward Drummond meurt le 25 janvier 1843.
Le lendemain de la tentative d'assassinat McNaughton est présenté devant un magistrat de la Cour de Bow Street. Il fait une déposition très courte dans laquelle il explique qu'il était persécuté par des Tories et qu'il était obligé de passer à l'acte, qu'il avait des preuves... mais il ne dira plus rien. En effet, il ne parlera plus de l'assassinat, sauf quelques mots lors de son procès quand le Juge lui demande s’il plaide coupable ou non coupable.

### Le procès
Lors de son arrestation Daniel McNaughton avait un recipissé de banque montrant qu'il avait 750 £ sur son compte, une somme importante à l'époque. Son père demande que cet argent soit utilisé pour financer sa défense et que le procès soit reporté pour donner le temps aux médecins de se prononcer sur son état mental. Ses requêtes sont accordées et la date du procès est fixée au 3 mars.
La vitesse et l'efficacité de l'organisation de la défense, la plaidoirie de l'accusation et les remarques du Juge pendant le procès suggèrent que les instances judiciaires et médicales attendaient, depuis un certain temps, l'occasion d'avoir un procès de ce type pour avoir l'opportunité d'introduire des changements dans l'application de la loi sur la responsabilité pénale dans la folie criminelle.
Le procès de Daniel M'Naughten pour l'assassinat d'Edward Drummond a eu lieu à l'Old Bailey, vendredi 3 et samedi 4 mars 1843 devant les juges Chief Justice Tindal, Justice Williams et Justice Coleridge. La défense était assurée par Sir Alexander Cockburn, l'un des meilleurs avocats de Londres et Mr. Bodkins (le défenseur d'Edward Oxford, qui a tenté d'assassiner la Reine Victoria en 1840, et pour lequel il a obtenu le verdict non coupable à cause de son aliénation mentale) ; la Couronne était représentée par le Solicitor-general, Sir William Follett.
Quand le Chief Justice Tindal demande s'il plaide coupable ou non coupable, McNaughton répond : « J'étais obligé, par persécution » et « Je suis coupable d'avoir tiré », ce qui a été retenu comme une réponse non coupable.
Les deux parties ont basé leurs plaidoiries sur la question des critères pour évoquer la non-responsabilité d'une personne qui a commis un crime, mais qui souffre d'aliénation mentale. Ils étaient d'accord sur le fait que Daniel McNaughton souffrait de délire de persécution. Sir William Follett arguait que malgré son aliénation partielle, c’était un être responsable, capable de distinguer le bien et le mal, et conscient qu'il commettait un crime. Des témoins affirmaient qu'en général Daniel McNaughton semblait normal.
Sir Alexander Cockburn commence sa plaidoirie en admettant les difficultés pour l'application pratique du principe de la loi qui stipulait qu'un aliéné mental est exempt de responsabilité pénale et de punition légale. Puis, il disait que les hallucinations de McNaughton l’ont amené à perdre son sens moral et le contrôle de ses actes, ce qui, selon les experts médicaux, l'a laissé dans un état où il n'était plus un être raisonnable et responsable. Il citait abondamment le juriste écossais Baron Hume et le psychiatre américain Isaac Ray. Des témoins décrivent le comportement bizarre et les plaintes de persécution de McNaughton. Les experts médicaux étaient parmi les plus importants psychiatres de l'époque : Dr Edward Monro, Alexander Morison (en) et Dr L. Forbes Winslow (en). Ils affirmaient que les hallucinations de McNaughton le privaient de tout contrôle de ses actions.
Pour l'accusation, Sir William Follet n'a pas appelé de témoignages médicaux pour contrer les témoins de la défense et à la fin de sa plaidoirie il a conclu : « Je ne souhaite pas prononcer de charges contre le prisonnier ».
Chief Justice Tindal, dans son résumé, insiste sur le fait que toutes les preuves médicales ont été fournies par la défense et non contestées par l'accusation. Ensuite il rappelle aux membres du jury, que s'ils trouvaient Daniel McNaughton coupable, mais avec aliénation mentale, on le prendrait en charge dans un asile.
Le jury, sans se retirer pour délibérer, rend un verdict de non-culpabilité pour aliénation mentale.

### La suite du procès
| - Rapport clinique de Bethlem pour McNaughton |

L'acquittement provoque une tollé dans la presse ; la reine Victoria, qui a été l'objet d'une tentative d'assassinat en 1840, écrit au Premier Ministre en exprimant son émotion ; la Chambre des lords ressort un ancien droit qui lui permet de questionner les juges. Cinq questions relatives aux crimes commis par un individu souffrant de délusions sont posées aux douze juges du Court of Common Pleas. Chief Justice Tindal délivre, le 19 juin 1843, les réponses de onze juges, (Mr Justice Maule n'était pas totalement d'accord) devant les Lords. Les réponses deviennent Règles McNaughton qui ont dominé la loi concernant la responsabilité criminelle en Angleterre, pays de Galles, les États-Unis et les pays du British Commonwealth pendant plus de cent ans.

## Bethlem and Broadmoor
Après son acquittement, Daniel McNaughton est transféré de la prison londonienne de Newgate à la section criminelle du Bethlem Hospital, sous la loi de protection des aliénés mentales criminelles de 1800. Les vingt-et-un ans que McNaughton a passés à Bethlem se déroulent sans évènement notable, sauf pour une courte grève de la faim. Il participe aux occupations proposées (peinture, dessin, jeux de société, ou lecture). Il travaillait aussi comme décorateur et charpentier pour l'hôpital. Daniel McNaughton figure parmi les patients de Bethlem qui ont été photographiés par le photographe londonien Henry Hering.
En 1864, McNaughton est transféré au nouvel asile pour criminels, l'hôpital Broadmoor. À Bethlem il était devenu diabétique et il avait des problèmes cardiaques ; sa santé n'était pas bonne et Daniel McNaughton meurt le 3 mai 1865.